# Janusz Gajos
Janusz Gajos (IPA: [ˈjanuʂ ˈɡajɔs]) (Dąbrowa Górnicza, 23 settembre 1939) è un attore polacco.

## Filmografia parziale
- Barriera (Bariera), regia di Jerzy Skolimowski (1966)
- Mały, regia di Julian Dziedzina (1970)
- Direttore d'orchestra (Dyrygent), regia di Andrzej Wajda (1980)
- Contratto (Kontrakt), regia di Krzysztof Zanussi (1980)
- L'uomo di ferro (Człowiek z żelaza), regia di Andrzej Wajda (1981)
- Da un paese lontano (From a Far Country), regia di Krzysztof Zanussi (1981)
- Przesłuchanie, regia di Ryszard Bugajski (1982)
- L'anno del sole quieto (Rok spokojnego słońca), regia di Krzysztof Zanussi (1984)
- Decalogo 4 (Dekalog, cztery) regia di Krzysztof Kieślowski (1988)
- Tre colori - Film bianco (Trois couleurs: Blanc), regia di Krzysztof Kieślowski (1994)
- Zemsta, regia di Andrzej Wajda (2002)
- Ciało, regia di Małgorzata Szumowska (2015)
- Kler, regia di Wojciech Smarzowski (2019)

## Doppiatori italiani
- Rodolfo Bianchi in Decalogo
- Franco Zucca in Tre colori - Film bianco